# IC 4970
IC 4970 är en fri linsformad galax av typen SA0^-pec: i stjärnbilden Påfågeln. Den ligger 212 miljoner ljusår (65  Mparsec) från jorden och växelverkar med stavspiralgalaxen NGC 6872. Den upptäcktes den 21 september 1900 av den amerikanska astronomen DeLisle Stewart.

## Interaktion med NGC 6872

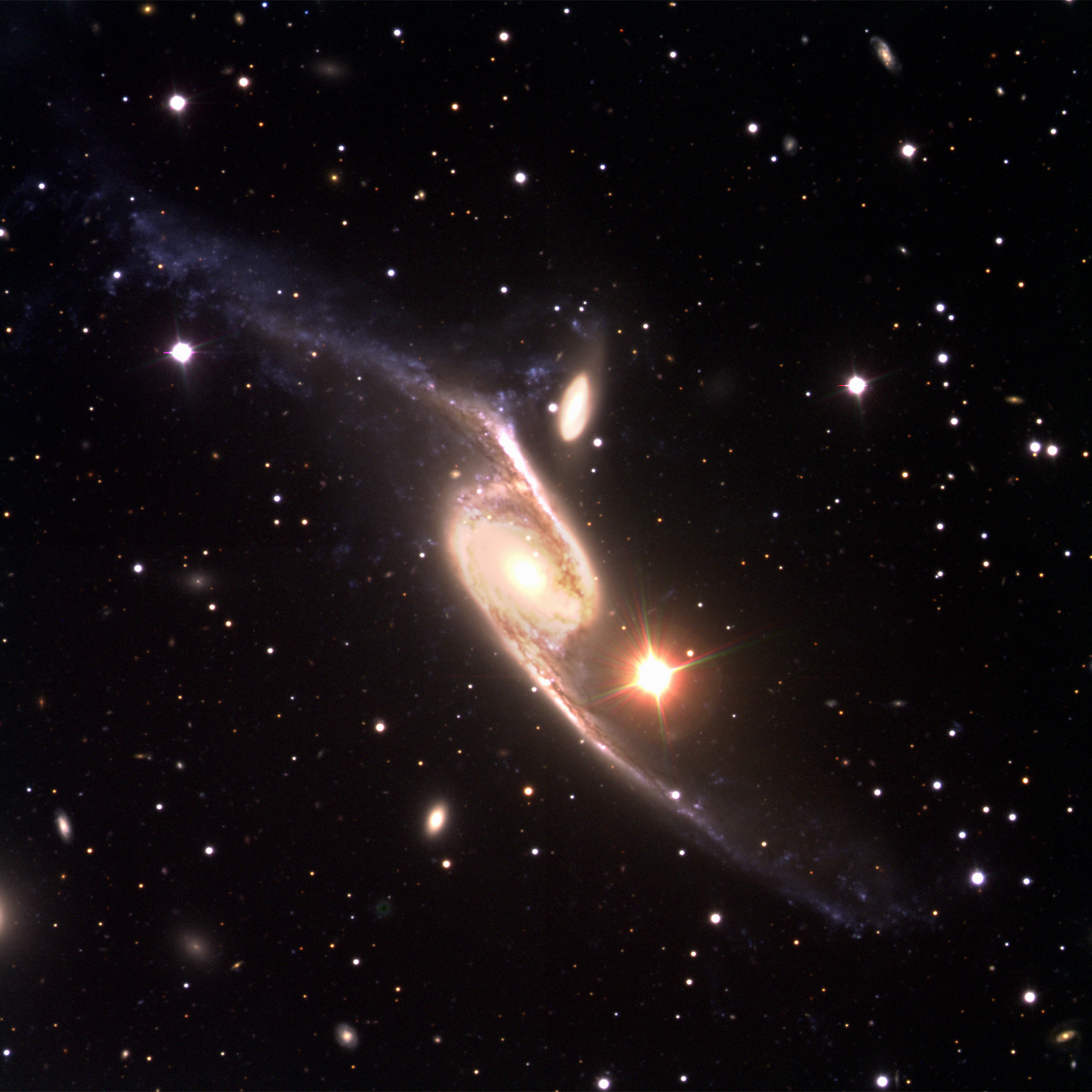
Galaxerna NGC 6872 (i mitten) och IC 4970 (ovan) fotograferade med VLT

IC 4970 ligger några bågsekunder från den mycket större stavspiralgalaxen NGC 6872, och de två är kända för att interagera med varandra. Horrelou och Koribalski (2007) rapporterade om en datorsimulering som användes för att fastställa hur de två galaxerna interagerade. Studien drog slutsatsen att IC 4970 närmade sig NGC 6872 nästan längs planet för dess spiralskiva och gjorde ett närmaste närmande för ungefär 130 miljoner år sedan, vilket resulterade i den senares nuvarande mycket avlånga form.
En ultraviolett-till-infraröd studie av Eufrasio et al. (2013), med data från GALEX, Spitzer och andra källor, fann att växelverkan mellan de två galaxerna verkar ha utlöst betydande stjärnbildning i den nordöstra armen av NGC 6872, med början cirka 130 000 ljusår (40 kparsec) från dess kärna. Detsamma verkar också ha inträffat i den sydvästra armen. En ljusstark ultraviolett källa upptäcktes i slutet av den nordöstra armen, cirka 290 000 ljusår (90 kparsec) från kärnan, vilket kan vara en tidvattendvärggalax som bildats genom växelverkan mellan IC 4970 och NGC 6872. Den ljusstarka ultravioletta naturen hos denna stjärnhop tyder på att den innehåller stjärnor som är mindre än 200 miljoner år gamla, vilket ungefär sammanfaller med tidsramen för kollisionen.